# Seleção da Guiana Francesa de Handebol Masculino
A Seleção da Guiana Francesa de Handebol Masculino representa a Guiana Francesa nas competições internacionais de handebol organizadas pela Confederação Sul e Centro Americana de Handebol (SCAHC), e pela Federação Internacional de Handebol (IHF) , e é governada pela Ligue Régional de Handball de Guyane.

## Histórico
A federação de handebol do departamento ultramarino francês é membro da IHF desde 2011 e da SCAHC desde 2019. A equipe ainda não se classificou para um torneio importante.
Sua única participação em uma competição internacional de handebol foi na Colômbia, em 2018, no Campeonato das Nações Emergentes da América do Sul e Central da IHF em 2018, uma competição organizada pela IHF entre países em desenvolvimento de handebol na América do Sul e Central. Na fase de grupos, a equipe derrotou o Peru por 25-16, a Guatemala por 28-21 e a Bolívia por 37-21, antes de perder por 26-28 para a Guatemala nas quartas de final, por 23-24 para a Costa Rica nos jogos de colocação e por 40-23 e para Honduras na disputa pelo sétimo lugar. A equipe foi treinada por Eric Bruneau e Yannick Xavier.

## Competições

### Campeonato das Nações Emergentes da América do Sul e Central da IHF
| Ano   | Fase                | Posição | JG | V | E | D | GF  | GS  | DF  |
| ----- | ------------------- | ------- | -- | - | - | - | --- | --- | --- |
| 2018  | Disputa do 7º lugar | 7º      | 6  | 4 | 0 | 2 | 179 | 133 | +46 |
| Total | 1/1                 | -       | 6  | 4 | 0 | 2 | 179 | 133 | +46 |